# Stazione osservativa di Xinglong
La stazione osservativa di Xinglong (興隆觀測基地T, 兴隆观测基地S, Xīnglóng guāncè jīdìP) è un osservatorio astronomico cinese situato sul versante meridionale del monte Yan nella provincia di Hopei, a 960 m s.l.m.. Il suo codice MPC è  327 Peking Observatory, Xinglong Station.
La stazione nasce come nuova sede dell'Osservatorio astronomico di Pechino e confluisce nel 2001 nella costituenda rete dell'Osservatorio astronomico nazionale cinese di cui diviene la sede principale.
L'osservatorio conta sette telescopi di cui il principale è LAMOST (Large Sky Area Multi-Object Fibre Spectroscopic Telescope) che dispone di un'ottica da 400 cm. Gli altri strumenti sono:
- un astrolabio fotoelettrico Mark-III
- un telescopio riflettore da 60 cm
- un telescopio Schmidt da 60/90 cm
- un telescopio riflettore da 85 cm
- un telescopio ad infrarossi da 126 cm
- un telescopio Ritchey-Chrétien da 216 cm

L'osservatorio è accreditato dal Minor Planet Center della scoperta di quattro asteroidi effettuate tra il 1982 e il 1997.
Inoltre, presso l'osservatorio, è stato avviato il Beijing Schmidt CCD Asteroid Program.
| 3481 Xianglupeak   | 19 febbraio 1982 |
| 31196 Yulong       | 24 dicembre 1997 |
| 48799 Tashikuergan | 8 ottobre 1997   |
| 58418 Luguhu       | 26 gennaio 1996  |